# 足利尊氏
足利尊氏（日语：／ Ashikaga Takauji，1305年8月18日—1358年6月7日），日本室町幕府的第一代征夷大将军（1338年－1358年）。原名足利高氏，幼名又太郎。鎌倉幕府灭亡后，由后醍醐天皇赐名为尊氏。
出生於下野国（今栃木縣），是足利貞氏的次子，母親是上杉清子。元服之後接受了鎌倉幕府的執權得宗家北條高時的偏諱「高」字，取名高氏。
1333年（元弘3年），後醍醐天皇在伯耆國船上山舉兵討伐鎌倉幕府，鎌倉幕府派足利高氏前往鎮壓，但足利高氏在丹波國篠村的八幡宮宣佈脫離幕府，支持后醍醐天皇，並攻破幕府設在京都的六波羅探題（元弘之乱）。不久後鎌倉幕府滅亡，足利高氏被後醍醐天皇當成倒幕第一功臣，天皇將自己名字「尊治」中的「尊」字賜給了他，從此以後改名足利尊氏。
後醍醐天皇實施建武新政，失去了武士階層的支持。北條氏的餘黨在關東發動中先代之乱。足利尊氏的弟弟足利直義當時鎮守鎌倉，形勢危急，足利尊氏率軍前往救援。足利尊氏在平定中先代之亂後擁兵自重，使他與天皇關係迅速惡化，最終尊氏在鎌倉發動延元之亂，率部前往京都，驅逐天皇於比叡山；但不久後天皇糾集勢力反撲，尊氏逃往九州島。隨後以大宰府天滿宮為據點再次反攻，通过凑川之战击败楠木正成、新田義貞，攻佔京都，推翻建武政權。擁立光明天皇即位並成為征夷大將軍，建立室町幕府。後醍醐天皇逃往吉野建立南朝朝廷，與幕府對抗。
室町幕府早期是由足利尊氏和弟弟足利直義一起執政的雙頭政治。後來二人對立，发生观应扰乱。此後尊氏為消滅南朝等反對勢力而奔走，試圖鞏固幕府的統治，在他去世前，南朝已沒有足以消滅北朝之武力。尊氏於1358年病故，由子足利義詮接任將軍。
足利尊氏由於反叛天皇，在二戰前受皇國史觀的影響，日本政府將其認定為「逆賊」。然而在戰後由於歷史觀的變遷，有不少歷史學家對其作出了肯定評價。

## 生涯

### 早年生活
足利高氏於嘉元3年7月27日（1305年）出生，幼名又太郎，出生在鎌倉幕府的有力御家人的家庭，是足利貞氏的次子。其出生地有綾部說（一作漢部，位於京都府綾部市上杉莊）、鎌倉說、足利莊說（栃木縣足利市）三種說法。元應元年（1319年）10月10日，15歲的他元服，敘從五位下治部大輔；同時接受得宗北條高時的偏諱「高」字，取名「高氏」。他迎娶16代執權北條守時的妹妹赤橋登子為正室，並被要求出兵前往奧州平亂。
1331年，其父足利貞氏去世，足利貞氏與正室（北條顯時的女兒，法名釋迦堂殿）所生的長子高義早卒，因此高氏繼任家督。
元弘元年（1331年）8月27日，後醍醐天皇在笠置山舉兵討幕（元弘之亂）。鎌倉幕府派高氏出兵鎮壓。足利高氏參加了對天皇和楠木正成的進攻。當時足利高氏的父親貞氏剛剛去世，因為父親服喪，高氏欲推辭，但被幕府拒絕。《太平記》稱高氏因此對幕府非常不滿。結果後醍醐天皇戰敗，參與倒幕的貴族和僧侶多遭逮捕，處決或流放。後醍醐天皇被廢黜流放隱岐，持明院統的光嚴天皇踐祚。
正慶2年 / 元弘3年（1333年），後醍醐天皇逃出隱岐，在伯耆國船上山起兵討幕（船上山之戰）。高氏再次接受幕府命令，與鎮壓西國的名越高家一起前往京都。高氏的妻子登子和兒子千壽王（足利義詮）被幕府扣作人質，留在鎌倉。結果名越高家陣亡，高氏在後醍醐天皇的勸誘下決定倒戈支持天皇。4月29日，高氏在自己的領地丹波國篠村八幡宮（今京都府龜岡市）舉兵討幕，同時煽動各地的武士反對幕府。播磨國的赤松圓心、近江國的佐佐木道譽紛紛起兵響應並合力攻入京都，5月7日攻陷幕府設在京都的六波羅探題。同時千壽王逃出鎌倉投奔新田義貞，高氏的庶長子竹若丸卻在逃出鎌倉的途中被北條氏逮捕殺害。新田義貞糾集關東的御家人叛亂，攻佔鎌倉，推翻鎌倉幕府。

### 建武新政和延元之亂
鎌倉幕府滅亡後，足利高氏被後醍醐天皇認定為頭等功勳，敘從四位下位階，任鎮守府將軍、左兵衛督，並贈予30個地方為其領地。同時，天皇將自己名字「尊治」中的「尊」字贈予足利高氏，將他改名為「尊氏」。足利尊氏本人在建武政權中沒有擔任要職，卻將足利家的執事高師直、其弟高師泰等大量家臣安插到朝廷裡。天皇對足利尊氏敬而遠之，因此足利尊氏與朝廷保持著一定距離。
1333年（元弘3年），後醍醐天皇任命義良親王（後來的後村上天皇）為陸奧太守、任命北畠顯家為鎮守府大將軍，駐紮陸奧；任命成良親王為上野太守，由足利尊氏、足利直義擁戴，駐紮鎌倉。在討伐鎌倉幕府的戰爭中立下大功的征夷大將軍護良親王被足利尊氏視為眼中釘，次年（建武元年），在尊氏的讒言下，後醍醐天皇下令逮捕護良親王，由足利直義關押其於鎌倉。
1335年（建武2年），北條氏餘黨擁立北條高時的遺子北條時行在信濃國舉兵叛亂，史稱中先代之亂。叛軍氣勢很盛，曾一度攻佔鎌倉。足利直義逃出鎌倉，出逃之前自作主張將護良親王殺死。足利尊氏希望後醍醐天皇授予自己征夷大將軍一職，8月2日天皇不批准他的奏請，僅授予他征東將軍的稱號。尊氏率軍向鎌倉進發，與直義合兵一處，在相模川之戰中擊敗時行，19日收復鎌倉。
在足利直義的主張下，足利尊氏以鎌倉為據點，自行恩賞有功的武士，並拒絕返回京都，在鎌倉建立武家政權。11月，足利尊氏上奏稱新田義貞是君王身邊的奸臣，請求下詔討伐。天皇不准其奏，反下詔封足利尊氏為朝敵，命新田義貞奉尊良親王討伐尊氏。足利尊氏不願成為朝敵，上表請求赦免，並宣佈隱居和出家。但足利直義在駿河國手越河原（今靜岡縣靜岡市駿河區）的戰敗使尊氏於12月9日發動延元之亂，並於翌日出兵，號召天下武家推翻建武政權。次年一月，尊氏在箱根竹之下之戰中擊敗新田義貞，進軍京都。其間他與光嚴上皇取得聯繫，做足了叛亂正統性的宣傳工作。次年正月攻入京都，後醍醐天皇退往比叡山。然而不久後奧州的北畠顯家就率軍逼近京都，與楠木正成、新田義貞一起討伐尊氏。1月30日，尊氏戰敗，逃往篠村的八幡宮，企圖再次攻取京都。2月4日尊氏曾向九州的大友近江次郎（大友貞順）下達攻打京都的命令（《筑後大友文書》）。但2月11日足利尊氏在攝津國的豐島河原之戰中為新田義貞大敗，計劃流產。足利尊氏從攝津兵庫逃往播磨室津，在赤松圓心的勸說下放棄京都，前往九州。
在前往九州途中，足利尊氏於長門國赤間關（今山口縣下關市）受到少貳賴尚的迎接，並得到筑前國宗像大社的宗像氏範的支持。在3月初參拜宗像大社之後，足利尊氏在筑前國多多良濱之戰中大破天皇方的菊池武敏，壓倒大友貞順（近江次郎）等勤王勢力，並在進軍京都途中獲得光嚴上皇的院宣，西國的武士紛紛投到尊氏麾下。此後在5月25日湊川之戰中擊敗新田義貞和楠木正成，6月再次攻佔京都。
足利尊氏試圖與逃往比叡山的後醍醐天皇談判，最終後醍醐天皇於11月2日將三神器交還京都，由光嚴上皇的弟弟光明天皇繼承皇位。此後在11月7日，足利尊氏制定了施政的基本方針建武式目十七條，在京都建立新的武家政權。足利尊氏與鎌倉幕府建立者源賴朝一樣被任命為權大納言，自稱「鎌倉殿」。另一方面，後醍醐天皇於12月逃往吉野（今奈良縣吉野郡吉野町），聲稱交給足利尊氏的三神器是假的，自己攜帶真正的三神器，在吉野開設南朝朝廷。

### 觀應擾亂和晚年
1338年（曆應元年 / 延元3年），足利尊氏被光明天皇封為征夷大將軍，建立室町幕府。翌年後醍醐天皇在吉野駕崩，足利尊氏為後醍醐天皇在京都建立天龍寺。為獲得建造寺院的經費，足利尊氏向元朝派遣天龍寺船。幕府在與南朝的戰爭中佔據優勢，北畠顯家、新田義貞以及楠木正行等南朝名將先後戰死。1348年（貞和4年 / 正平3年），幕府攻陷吉野，燒毀了吉野全山。
當時在幕府中，足利尊氏將政務委託給足利直義管理，自己則以武士棟樑的身份君臨天下。日本歷史學家佐藤進一將這種狀態稱為由尊氏掌握主從制支配權而直義擁有統治權的「兩頭政治」。然而不久後幕府內部就爆發爭鬥。以高師直為首的反直義派與直義發生激烈衝突，足利尊氏最早是持中立態度。1349年（貞和5年 / 正平4年），高師直一派襲擊足利直義，直義逃往尊氏的宅邸避難，但高師直包圍了尊氏的宅邸，要求直義隱退。結果足利直義被迫出家隱退，尊氏也在此次事件中扮演積極的角色。
足利尊氏讓自己的嫡子義詮從鎌倉回到京都，代替直義之位管理政務；次子基氏則代替義詮之位，封為鎌倉公方，在東國設置鎌倉府。直義退隱後，其猶子足利直冬（也是尊氏的庶子）在九州擴大了直義一派的勢力。1350年（觀應元年 / 正平5年），足利尊氏出兵中國地方討伐直冬，足利直義趁機逃出京都並向南朝投降，桃井直常、畠山國清等直義派武將也紛紛追隨。直義勢力強大，義詮戰敗，逃出京都，從京都回軍的足利尊氏在打出濱之戰中大敗。尊氏以脅迫高師直、高師泰兄弟出家並流放外地為條件，與足利直義達成和解。次年足利尊氏讓上杉能憲押解高師直一族流放外地，但由於殺父之仇的緣故，能憲在途中私自處決了高師直一族。
直義回到幕府管理政務，由足利義詮擔任其副手。尊氏和義詮以討伐謀反的佐佐木道譽、赤松則祐為由親自出兵近江、播磨，實際上是就討伐直義、直冬的問題同南朝進行和談。得知此事的直義經北陸道逃往鎌倉。同年10月，足利尊氏同南朝講和，廢除北朝朝廷並向南朝投降，史稱正平一統。同時尊氏率軍討伐直義，進入東海道，在駿河薩捶山（今靜岡縣靜岡市清水區）、相模早川尻（今神奈川縣小田原市）等戰役中擊敗直義，將他逮捕並關押在鎌倉。1352年（觀應3年 / 正平7年）2月直義突然死去，根據《太平記》記載，直義可能是被尊氏毒死。
就在足利尊氏離開京都的時候，南朝毀約討伐室町幕府。宗良親王、新田義興、新田義宗、北條時行等支持南朝的軍隊襲擊了尊氏，尊氏退往武藏國，但馬上就反擊並壓制了關東的南朝勢力，回到京都。此後足利直冬進攻京都，最終被擊敗，逃往九州。1354年（文和3年 / 正平9年）直冬曾一度奪下京都，但次年就被尊氏收復。尊氏欲親自討伐直冬，但在1358年（延文3年 / 正平13年）4月30日背上長了腫瘤，在京都二條萬里小路第逝世，享年54歲。

## 生平大事記
| 和曆                 | 北朝       | 南朝       | 西曆         | 月日 （舊曆） | 内容                                             | 出典     |
| -------------------- | ---------- | ---------- | ------------ | ------------- | ------------------------------------------------ | -------- |
| 嘉元3年              | 後二条天皇 | 後二条天皇 | 1305年       |               | 誕生                                             |          |
| 元應元年             | 後醍醐天皇 | 後醍醐天皇 | 1319年       | 10月10日      | 叙任從五位下治部大輔                             | 公卿補任 |
| 元應2年              | 後醍醐天皇 | 後醍醐天皇 | 1320年       | 9月5日        | 辭去治部大輔                                     | 公卿補任 |
| 元德2年              | 後醍醐天皇 | 後醍醐天皇 | 1330年       | 6月18日       | 嫡子義詮誕生                                     |          |
| 元弘2年 正慶元年     | 光嚴天皇   | 光嚴天皇   | 1332年       | 6月6日        | 升任從五位上。                                   | 公卿補任 |
| 元弘3年 正慶2年      | 後醍醐天皇 | 後醍醐天皇 | 1333年       | 6月5日        | 被命為鎮守府将軍，允許進入內殿。                 |          |
| 元弘3年 正慶2年      | 後醍醐天皇 | 後醍醐天皇 | 1333年       | 6月12日       | 升任從四位下左兵衛督。                           |          |
| 元弘3年 正慶2年      | 後醍醐天皇 | 後醍醐天皇 | 1333年       | 8月5日        | 升任從三位，並兼任武藏守。改名尊氏。             |          |
| 元弘3年 正慶2年      | 後醍醐天皇 | 後醍醐天皇 | 1333年       | 元弘之亂      |                                                  |          |
| 建武元年             | 後醍醐天皇 | 後醍醐天皇 | 1334年       | 1月5日        | 升任正三位。                                     |          |
| 建武元年             | 後醍醐天皇 | 後醍醐天皇 | 1334年       | 9月4日        | 補任参議。左兵衛督職務不變。                     |          |
| 建武2年              | 後醍醐天皇 | 後醍醐天皇 | 1335年       | 7-8月         | 中先代之亂                                       |          |
| 建武2年              | 後醍醐天皇 | 後醍醐天皇 | 1335年       | 8月9日        | 征東將軍宣下。                                   |          |
| 建武2年              | 後醍醐天皇 | 後醍醐天皇 | 1335年       | 8月30日       | 升任從二位。                                     |          |
| 建武2年              | 後醍醐天皇 | 後醍醐天皇 | 1335年       | 11月26日      | 免去征東將軍職務。                               |          |
| 延元元年 建武3年     | 光明天皇   | 後醍醐天皇 | 1336年       | 2月頃         | 北朝、多多良濱之戰                               | 太平記   |
| 延元元年 建武3年     | 光明天皇   | 後醍醐天皇 | 1336年       | 5月25日       | 北朝、湊川之戰                                   | 太平記   |
| 延元元年 建武3年     | 光明天皇   | 後醍醐天皇 | 1336年       | 11月26日      | 北朝，轉任權大納言                               |          |
| 延元3年 曆應元年     | 光明天皇   | 後醍醐天皇 | 1338年       |               | 南北朝、建武式目制定。                           |          |
| 延元3年 曆應元年     | 光明天皇   | 後醍醐天皇 | 1338年       | 8月11日       | 北朝，升任正二位，征夷大將軍宣下。               |          |
| 興國元年 曆應3年     | 光明天皇   | 後村上天皇 | 1340年       | 3月5日        | 次男基氏誕生，兵庫的福海寺（福海興国禅寺）建立。 |          |
| 正平5年-6年 觀應年間 | 崇光天皇   | 後村上天皇 | 1350年 -51年 |               | 南朝，觀應擾亂，征夷大将軍解任。                 |          |
| 正平7年 文和元年     |            | 後村上天皇 | 1352年       | 2月26日       | 弟直義死去                                       |          |
| 正平13年 延文3年     | 後光嚴天皇 | 後村上天皇 | 1358年       | 4月30日       | 死去。                                           |          |
| 正平13年 延文3年     | 後光嚴天皇 | 後村上天皇 | 1358年       | 6月3日        | 贈從一位左大臣。                                 |          |
| 弘和元年 永德元年    | 後圓融天皇 | 長慶天皇   | 1381年       | 4月28日       | 追贈太政大臣                                     |          |

## 人物的形象和評價
- 《梅松論》等記載，足利尊氏由於背叛後醍醐天皇而被宣布為朝敵，曾非常後悔，一度準備出家。在戰鬥陷入僵局之際甚至準備切腹。佐藤進一認為足利尊氏患有躁鬱症。
- 《梅松論》中，與足利尊氏私交良好的的夢窗疏石提出足利尊氏有下列三大人格魅力：
  - 第一點；意志堅強，在合戰中屢次遇到生命危險之時也面不改色，甚至微笑示人。完全看不出對死亡的恐懼。
  - 第二點：生性慈悲，從不怨恨他人，原諒許多仇敵之後，甚至能善待他們直至視如己出。
  - 第三點：豁達慷慨，從不吝嗇貪財，甚至到視錢財如糞土的程度。在賞賜武具馬匹時也不確認禮物內容跟受贈者，總是隨隨便便的送出。
- 由於足利尊氏在鎌倉反叛後醍醐天皇，後來又攻入京都流放天皇，因此被水戶學的儒學學者們當作逆賊。江戶時代德川光圀在編纂《大日本史》時，將他列入逆臣之中。
- 幕末時期，足利尊氏也被尊皇攘夷派人士當作逆賊，等持院的尊氏、義詮、義滿三代足利將軍木像被尊皇派抬出，在三條河原斬首示眾（足利三代木像梟首事件）。
- 明治時代後，由於受到皇國史觀的影響，足利尊氏被日本政府當作逆賊。但二戰以後日本人的歷史觀出現了變化，部分歷史學家對其作出了肯定評價。

## 足利尊氏的肖像

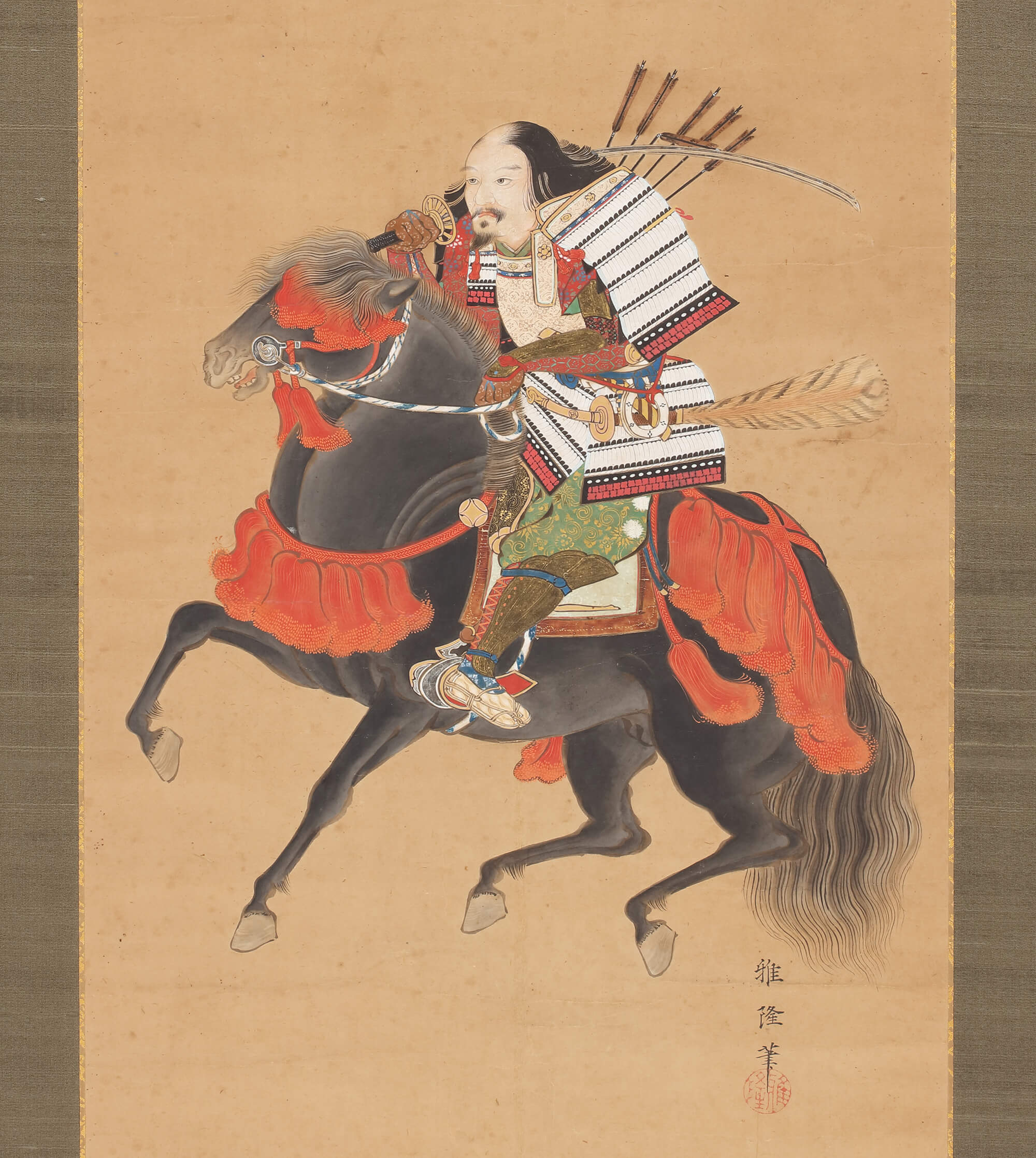
原被認為是足利尊氏畫像的騎馬武者像，近年有人疑為高師直或高師詮（日语：高師詮）、高師冬的畫像。
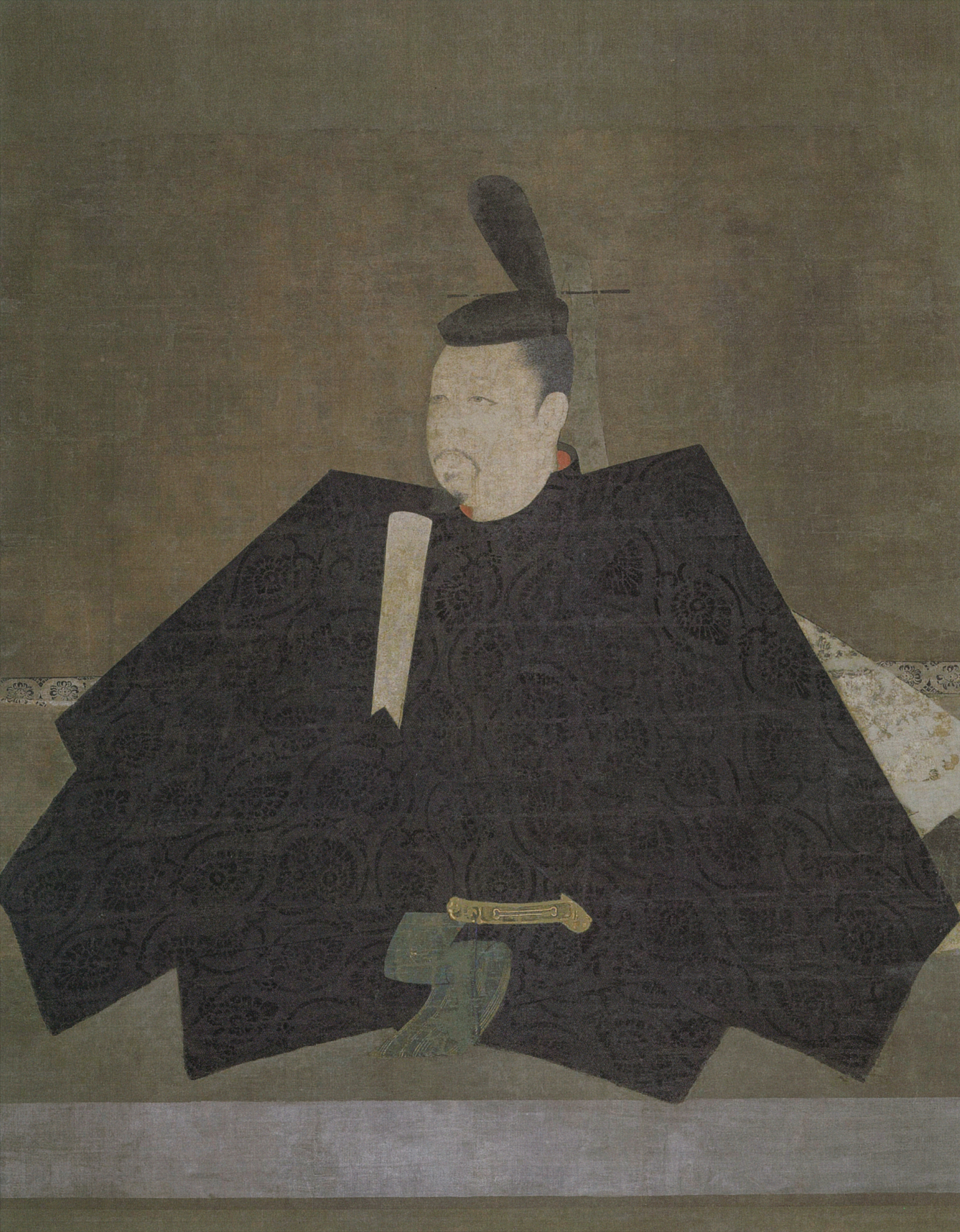
原被認為是平重盛的畫像，近年有疑為足利尊氏畫像的說法。參見神護寺三像（日语：神護寺三像）。

京都國立博物館所藏的「騎馬武者像」（守屋家本），學界一般認為是足利尊氏的肖像畫。畫像的上部有第二代將軍足利義詮的花押。但騎馬武者馬具上所繪的家紋不是足利家的而是高家的，因此有人認為該畫像所繪的是高師直，或者其子師詮、高師冬。
京都神護寺所藏的、鎌倉時代藤原隆信所繪的神護寺三像（國寶）中的所謂的平重盛像，在九十年代中期，美術史學家米倉迪夫、歷史學家黑田日出男卻對此提出異議，認為是足利尊氏的畫像，一時得到許多人的支持。
此外在廣島縣尾道市的淨土寺藏有足利尊氏的束帶姿畫像。（見條目開頭）
江戶時代的浮世繪中也有足利尊氏的形象出現。歌川國芳的「太平記兵庫合戰」（兵庫・福海寺で尊氏を探す白藤彦七郎）、歌川芳虎的「太平記合戰圖」（尊氏、兵庫・福海寺に避難する図）、橋本周延的「足利尊氏兵庫合戰圖」（尊氏、兵庫・福海寺に避難する図）等中都有他的形象出現。
足利尊氏的木像，最早雕成的是足利家的菩提寺，也就是今日京都市北區的等持院。此外，京都市右京區的天龍寺；栃木縣足利市的鑁阿寺、善德寺，同縣真岡市的能仁寺；神奈川縣鎌倉市的長壽寺；靜岡縣靜岡市的清見寺；大分縣國東市的安國寺等地都有其木像。現代又在足利市鑁阿寺的參道和京都市綾部市安國寺町設置了銅像。

## 家族
- 父親:足利貞氏
- 母親:上杉清子（上杉賴重之女）
- 兄:足利高義
- 弟:足利直義

- 正室：赤橋登子（北條守時之妹）
  - 子：足利義詮
  - 子：??
  - 子：聖王
  - 子：足利基氏
  - 女:足利賴子（崇光天皇皇后）
  - 子：足利了清
  - 子：??
- 側室:加古六郎基氏（法名：雲光院覺遍、足利一族）的女兒（出自《尊卑分脈》、《系圖纂要》）
  - 子：足利竹若丸
- 側室:（越前局?） 
  - 子： 足利直冬
- 側室:??
  - 子：英仲法俊

## 接受尊氏偏諱的人物
- 大友氏泰
- 大友氏時
- 斯波氏經
- 斯波氏賴
- 島津氏久
- 武田氏信
- 千葉氏胤
- 富樫氏春
- 吉見氏賴
- 六角氏賴
- 宇都宮氏綱